# Dmitry Glukhovsky
Dmitrij Alekszejevics Gluhovszkij (oroszul: Дмитрий Алексеевич Глуховский; Moszkva, 1979. június 12. –), a nemzetközi könyvkiadásban és médiában angolos írásmóddal Dmitry Glukhovsky orosz író, rádiós- és televíziós műsorvezető, újságíró, tudósító.

## Életpályája
Moszkvában született, és ott is végezte általános iskolás tanulmányait. Négy és fél évig Izraelben élt és tanult, majd Németországban és Franciaországban dolgozott. Riporterként a Ragyio Rossziinak, a Deutsche Wellének és az Euronewsnak dolgozott. 2008 óta a Majak rádióállomás rádiós műsorvezetője. 2009 márciusa óta az internetes PostTV ismeretterjesztő műsorának műsorvezetője.
Öt nyelven beszél folyékonyan. Metró 2033 című posztapokaliptikus regényével debütált, mint online író. A metro.ru-ra feltett regényrészletek alapján népes olvasótáborra tett szert.
Kettős állampolgár (orosz-izraeli), 2022 óta külföldön él. Erőteljes ellenzéki magatartása nyomán, az Ukrajna ellen indított „különleges katonai művelet” kapcsán nyíltan kritizálta Oroszország politikáját és vezetését. A közösségi médiában hangoztatott háborúellenes nézetei okán 2023 nyarán távollétében a moszkvai kerületi bíróság 8 év börtönbüntetésre ítélte. 

## Művei

### Szürkület
2007-ben jelent meg a szerző Szürkület (Szumerki) című műve. A Szürkület egy sötét történet Dmitryről, a fordítóról, aki egy tucat kivágott oldalt kap, amelyek úgy néznek ki, mintha egy több száz éves spanyol könyvből származnának. A lapokon egy 16. századi hódítókról szóló történet elevenedik meg. Dmitry fejezetről fejezetre olvassa a történetet, majd a teljes fordítást otthonában „gyűjti össze”. Végül a történet kezdi áthatni személyes valóságát, és fenyegetni életét.

### Metró 2033

A Metró 2033 magyar borítója

A Metró 2033 először az interneten, majd 2005-ben könyvben is megjelent. A könyv egy atomháború következményeit írja le, egy Artyom nevű fiatalember történetén keresztül. A túlélők életben maradásukért küzdenek a moszkvai metró labirintusaiban, mintegy két évtizeddel a nukleáris holokauszt után. A mű formálisan egy sci-fi regény, ami egy disztópiát ír le, miközben a mai Oroszország társadalmát elemzi és ismerteti. Továbbá kritikusan vizsgálja a kommunizmust a volt Szovjetunióban, illetve a fasizmus felemelkedését a modern Oroszországban.

### Metró 2034
A Metró 2034 a Metró 2033 közvetett folytatása. Oroszországban 6 hónap alatt közel 300 ezer példány kelt el a könyvből, így az ország legnagyobb 2009-es bestsellerévé vált. A könyv online, ingyen is megjelent a Metró 2034 hivatalos honlapján, ahol több mint 1 millió látogató olvasta a szöveget. Gluhovszkij később egy művészeti projektté változtatta művét: meghívott egy híres orosz elektronikus előadóművészt, Dolphint, hogy eredeti aláfestő zenét írjon a műhöz; illetve egy festőművészt, Anton Grecskót, hogy olajfestményekből álló képgalériát hozzon létre a könyvhöz.

### Metró 2035
A Metró 2035 a Metró 2033 és a Metró 2034 történetét kapcsolja össze, de inkább a 2033 folytatása. Ebben az esetben a 4A Games fejlesztette videójáték (Metro: Last Light) volt az eredeti és annak ötleteiből született meg a Metró 2035 című könyv.
A három Metró regényt később egy cikluskötetben újra kiadták 2019-ben, melybe egy új fejezetet is írt a szerző. Ez magyar nyelven 2021-ben jelent meg az Európa Kiadó gondozásában.

## Magyarul megjelent művei
- Metró 2033; ford. Bazsó Márton; Európa Könyvkiadó, 2011, ISBN 978-963-07-9139-7
- Metró 2034; ford. Bazsó Márton; Európa Könyvkiadó, 2011, ISBN 978-963-07-9303-2
- Orosz népellenes mesék; ford. Abonyi Réka, M. Nagy Miklós; Európa Könyvkiadó, 2012, ISBN 978-963-07-9512-8
- Szürkület; ford. Herczeg Ferenc; Európa Könyvkiadó, 2012, ISBN 978-963-07-9348-3
- FUTU.RE; ford. Földeák Iván; Európa Könyvkiadó, 2014 ISBN 978-963-07-9940-9
- Metró 2035; ford. Goretity József; Európa Könyvkiadó, 2015 ISBN 978-963-40-5261-6
- Text; ford. M. Nagy Miklós; Helikon Kiadó, 2018, ISBN 978-963-47-9060-0
- Poszt; ford. M. Nagy Miklós; Helikon Kiadó 2019, ISBN 9789634793793
- Orosz népellenes mesék. Nyolc új elbeszéléssel; ford. Abonyi Réka, M. Nagy Miklós, Soproni András; 2. bőv. kiad.; Helikon, Budapest, 2019, ISBN 978-963-479-264-2
- Metró. A trilógia / Metró 2033 / Metró 2034 / Az út vége[5] / Metró 2035; ford. Bazsó Márton, Goretity József, M. Nagy Miklós; Európa, Budapest, 2019, ISBN 978-963-504-017-9
- Poszt 2; ford. M. Nagy Miklós; Helikon, Budapest, 2022, ISBN 978-963-479-641-1
- Mi. A bukás naplója; ford. Vígh Zoltán, Iván Ildikó, M. Nagy Miklós; Helikon, Budapest, 2024, ISBN 978-963-620-405-1

## Fordítás
- Ez a szócikk részben vagy egészben a Dmitry Glukhovsky című angol Wikipédia-szócikk ezen változatának fordításán alapul.  Az eredeti cikk szerkesztőit annak laptörténete sorolja fel. Ez a jelzés csupán a megfogalmazás eredetét és a szerzői jogokat jelzi, nem szolgál a cikkben szereplő információk forrásmegjelöléseként.